# تشيسلين كولبي
تشيسلين كولبي (مواليد 28 أكتوبر 1993) هو لاعب اتحاد الرغبي جنوب أفريقي.

## وصلات خارجية
- تشيسلين كولبي على موقع سلسلة سباعيات الرغبي العالمية - رجال (الإنجليزية)
- تشيسلين كولبي عل موقع إسبنسكروم (الإنجليزية)
- تشيسلين كولبي على موقع ItsRugby.co.uk (الإنجليزية)
- تشيسلين كولبي على موقع أوليمبيديا (الإنجليزية)